# Yiruma
Yiruma (en coréen 이루마, littéralement Yi Ru-ma), né le 15 février 1978 à Séoul, en Corée du Sud, est un compositeur et pianiste sud-coréen. Connu dans le monde entier, ses albums sont vendus partout, aussi bien aux États-Unis qu'en Europe ou en Asie. Ses morceaux les plus connus sont Kiss the Rain et River Flows in You.

## Biographie Yiruma
Né le 15 février 1978 à Séoul, en Corée du Sud, Yiruma commence à jouer du piano à l'âge de cinq ans. En 1988, avec sa famille, il part s'installer en Angleterre. Il sort diplômé de l'école de musique Purcell School (en)  à Bushey dans le sud du Hertfordshire en 1997 et du King's College de Londres en 2000.
Il est repéré pour ses talents de composition et produit son premier album Love Scene sous le label DECCA, en 2001.
Au début de sa carrière, il est invité pour le MIDEM (Marché international du disque et de l'édition musicale) à Cannes en 2002. Cette même année, il compose le morceau When The Love Falls, qui est devenu la bande originale du drama Chanson d'amour d'hiver (겨울연가°) populaire en Corée et au Japon. Celle-ci est une reprise de la chanson Qui a tué Grand-Maman du chanteur français Michel Polnareff. En hiver 2004, il commence une tournée de vingt-trois dates en Corée du Sud où il effectue deux tournées, le Drama concert et le Winter Story concert. Il se produit aussi dans des lieux tels que des hôpitaux, des écoles ou encore des églises. Durant son service militaire, il joue dans différentes bases militaires. En 2008, après son service militaire, il effectue une tournée en Corée où tous ses concerts affichent complet. Yiruma fait ses débuts à la télévision sur la chaîne MBC TV et à la radio sur KBS 1FM, ainsi que sur MBC FM en 2009 et 2011. Il sort son meilleur album "The Best", sous le label Sony Music Entertainment Korea Inc, qui lui sert à lancer sa tournée nationale en 2011. En 2012, il compose son septième album, Stay in Memory, qui lui permet de débuter une tournée dans son pays natal et en Allemagne. Après s'être propulsé à l'échelle nationale, il se produit dans certaines grandes villes du monde ainsi que dans des lieux reconnus, tel que l'opéra de Sydney en 2013 et le théâtre Dolby à Los Angeles (Hollywood) en 2016,. L'année qui suit, il reçoit le DJ Rookie Award lors du MBC Entertainment Awards. Sa popularité est telle que ses vidéos ont été visionnées plus de 400 millions de fois sur la plateforme de streaming YouTube.

### Vie privée
Il a épousé Hye-im, ancienne Miss Corée, le 27 mai 2007.

## Discographie

### Albums
- 2001 : Love Scene
- 2002 : First Love
- 2003 : From The Yellow Room
- 2004 : Nocturnal Lights… They Scatter
- 2005 : Destiny of Love
- 2005 : Poemusic
- 2006 : H.I.S. Monologue
- 2008 : P.N.O.N.I.
- 2012 : Prenatal Education Music
- 2012 : Stay In Memory
- 2013 : Blind Film
- 2015 : Piano

### Bandes originales du film
- 2002 : Doggie Poo (강아지똥) de Kwon Oh-seong
- 2002 : Oasis and Yiruma (오아시스) de Lee Chang-dong

### Compilations
- 2004 : Piano Museum
- 2009 : Missing You
- 2010 : Ribbonized
- 2013 : Healing Piano
- 2014 : Best Of The Best

### Collaborations
- 2012 : Halo avec Hyolyn
- 2013 : I Hate It avec Baek Ji-yeong
- 2013 : One Spring Day avec 2AM
- 2013 : Selene 6.23 avec Shinee
- 2013 : Higher avec Ailee
- 2013 : Play That Song avec G.O et 2Face
- 2014 : Atmosfera
- 2014 : Winter Night avec Kim Woo-joo
- 2018 : Midnight avec Suzy Bae